# Saint-Sève
Saint-Sève is een gemeente in het Franse departement Gironde (regio Nouvelle-Aquitaine) en telt 193 inwoners (1999). De plaats maakt deel uit van het arrondissement Langon.

## Geografie
De oppervlakte van Saint-Sève bedraagt 4,8 km², de bevolkingsdichtheid is 40,2 inwoners per km².
De onderstaande kaart toont de ligging van Saint-Sève met de belangrijkste infrastructuur en aangrenzende gemeenten.

## Demografie
Onderstaande figuur toont het verloop van het inwonertal (bron: INSEE-tellingen).